# Premières Nations Ka:'yu:'k't'h'/Che:k:tles7et'h'
Ne doit pas être confondu avec Kyuquot.
 (juillet 2023).

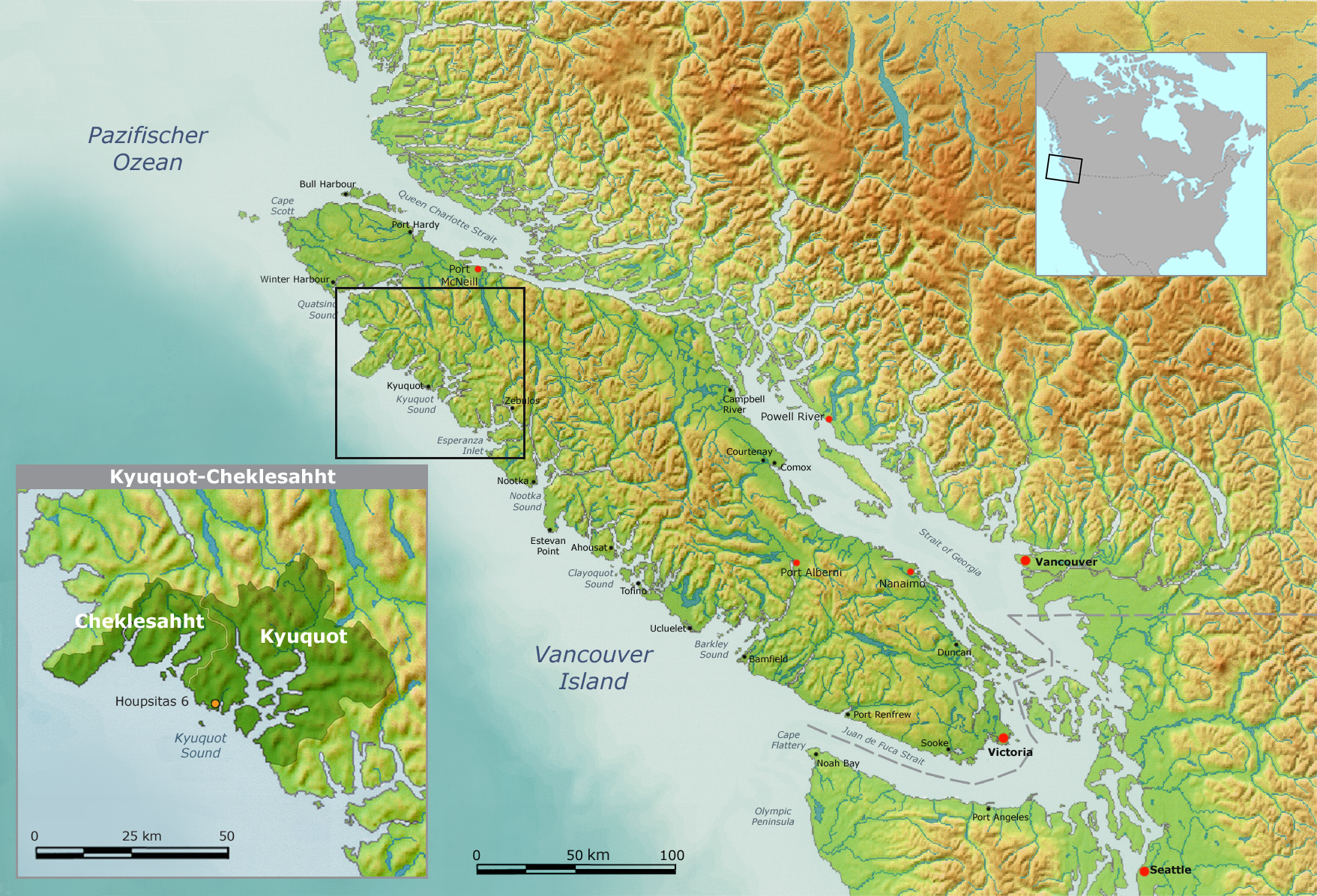
Carte des territoires traditionnels des Cheklesath et des Kyuquot.

Les Premières Nations Ḵa:’yu:’k’t’h’/Che:ḵ’tles7et’h’, anciennement Premières Nations Kyuquot/Cheklesath, sont un gouvernement de Première Nation basée sur la côte ouest de l’Île de  Vancouver en Colombie-Britannique au Canada. Elles administre deux communautés autochtones nootka : les Kyuquot et les Cheklesath. Elles font partie du Conseil tribal nuu-chah-nulth et des Premières Nations Maa-nulth (en).